# Гюро Михайлов
Гюро Михайлов е български войник, редник от трета рота на Пловдивската дружина, загинал по време на пожар, при изпълнение на служебния си дълг, на 25 декември 1880 г.
Гюро Михайлов е роден 1862 г. в село Рахманли. След шест месеца редовна наборна военна служба в милицията на Източна Румелия е зачислен в подразделението за охрана в град Пловдив. На 25 декември 1880 г. Гюро Михайлов е часови в караула, който охранява банката. Постът на Гюро Михайлов е пред касата на третия етаж. По това време градът бил център на Източна Румелия и в сградата се съхранявали много важни документи и пари. Там е бил щабът на милицията и жандармерията, затова имало денонощна охрана от петима войници.
В 11 часа вечерта на първия етаж на банката избухнал пожар. Дежурните офицери и жандарми едва успели да спасят касата на Първа дружина, архивите на Втора и двете бойни знамена. Пожарът бързо се разраствал и всички, освен Гюро Михайлов, панически напуснали горящата сграда.
Счетоводителят на щаба Иван Костов направил опит да спаси Гюро Михайлов, като се качил до стаята с парите в горящата сграда и му казал веднага да излиза, ако не иска да умре. Тогава Гюро Михайлов насочил щика на пушката си срещу него и отказал. Михайлов останал на поста си въпреки пожара, в съответствие с чл. 115 от Устава за гарнизонна и караулна служба, приет през 1879 година. В случая единственият, който можел да промени заповедта, бил началникът на караулното отделение. Това бил Никола Костадинов. За да спаси часовия, той се втурнал през горящите стълбища към касата, но тогава подът на горящата сграда се пропукал и в пламъците паднали Гюро Михайлов, началникът му Никола Костадинов и още трима войници, които се опитвали да им помогнат – Илия Кръстев, Костадин Аргиров и Митю Петков.

## Паметник
Още от 1906 г. в Пловдив се събират пари за паметник на Гюро Михайлов. Идеята е подкрепена през 1930-те години от дългогодишния кмет на града Божидар Здравков, както и офицерите в града. Паметникът на Гюро Михайлов и неговите другари е изработен от авторски колектив начело с Никола Кожухаров и е тържествено открит на площад „Цар Крум“ на 27 ноември 1938 г. Паметникът представлява композиция, в която Гюро Михайлов е представен в цял ръст, застанал на поста си, а около него са бойните му другари, които страдат от разразилия се пожар, но подкрепят своя събрат. Бронзовата композиция е поставена върху каменен саркофаг, който съхранява тленните останки на героите. Паметникът става място за преклонение към хората, пожертвали живота си в името на народ и Родина и с ясното съзнание, че дългът, честта и верността стоят над всичко.
През 1962 г. паметникът на Гюро Михайлов е демонтиран и пренесен първоначално в казармата на 9-и Пловдивски полк, а по-късно – в поделението на Строителни войски. През 1992 година по инициатива на пловдивчани общината решава да върне паметника в центъра на града. На 3 март 1994 г. монументът е официално открит на площад „Централен“ във вида, в който е бил през 1938 г.